# Clark's Bears
Clark's Bears, chamado de Clark's Trading Post até 2019, é uma atração turística em Lincoln, New Hampshire, Estados Unidos, nas White Mountains. É conhecida por seus ursos treinados e pela White Mountain Central Railroad, um passeio de trem a vapor de 4,0 km (2,5 milhas) com duração de 30 minutos. A atração está localizada ao longo da U.S. Route 3, 1,6 km ao norte do vilarejo de North Woodstock e 14 km ao sul de Franconia Notch.

## Histórico

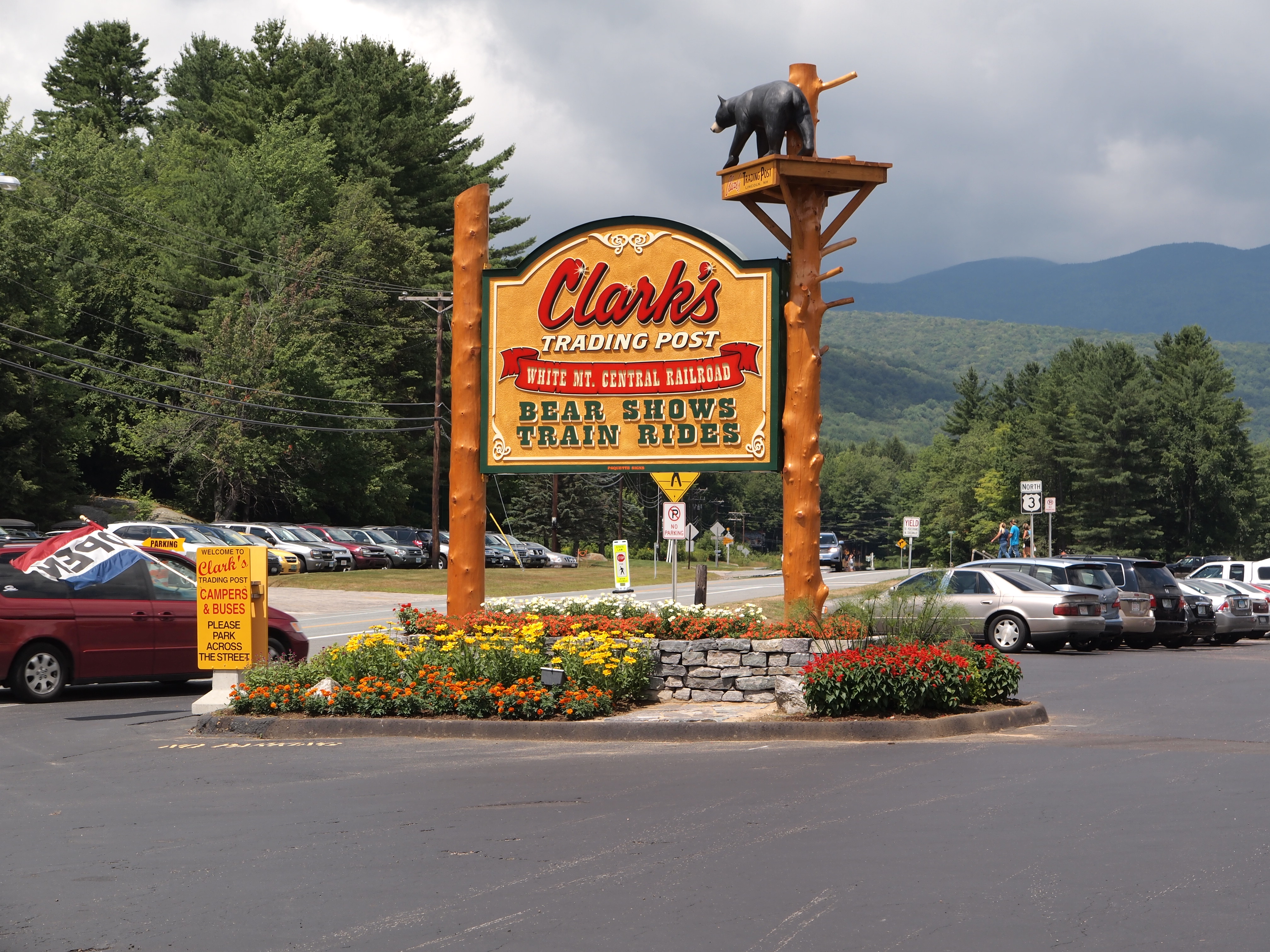
Entrada em 2011, quando ainda era conhecido como Clark's Trading Post
A propriedade foi inaugurada como uma barraca de beira de estrada em 1928, conhecida como "Ed Clark's Eskimo Sled Dog Ranch", vendendo lembranças e permitindo que os visitantes vissem os cães de trenó Labrador de Florence e Ed Clark. Os Clark compraram seu primeiro urso preto em 1931 e o usaram para atrair turistas. Os filhos dos Clark, Edward e Murray, começaram a treinar os ursos em 1949 e criaram um show de ursos.
Na década de 1950, os irmãos Clark começaram a recuperar antigas locomotivas a vapor e a exibi-las no Trading Post. Isso levou à construção da White Mountain Central Railroad, uma ferrovia turística com trilhos de bitola padrão. A construção da ferrovia começou em 1955 e a primeira viagem de trem ocorreu em 30 de julho de 1958.
Na década de 1950, os irmãos Clark começaram a recuperar antigas locomotivas a vapor e a exibi-las no Trading Post. Isso levou à construção da White Mountain Central Railroad, uma ferrovia turística com trilhos de bitola padrão. A construção da ferrovia começou em 1955 e a primeira viagem de trem ocorreu em 30 de julho de 1958.
A ferrovia inclui uma ponte coberta de treliça Howe de 1904, originalmente localizada em East Montpelier, Vermont, onde atravessava o Rio Winooski e transportava trens para a Montpelier and Barre Railroad. A ponte foi comprada pelos irmãos Clark e desmontada em 1964, depois movida e remontada para atravessar o Rio Pemigewasset perto do Trading Post.

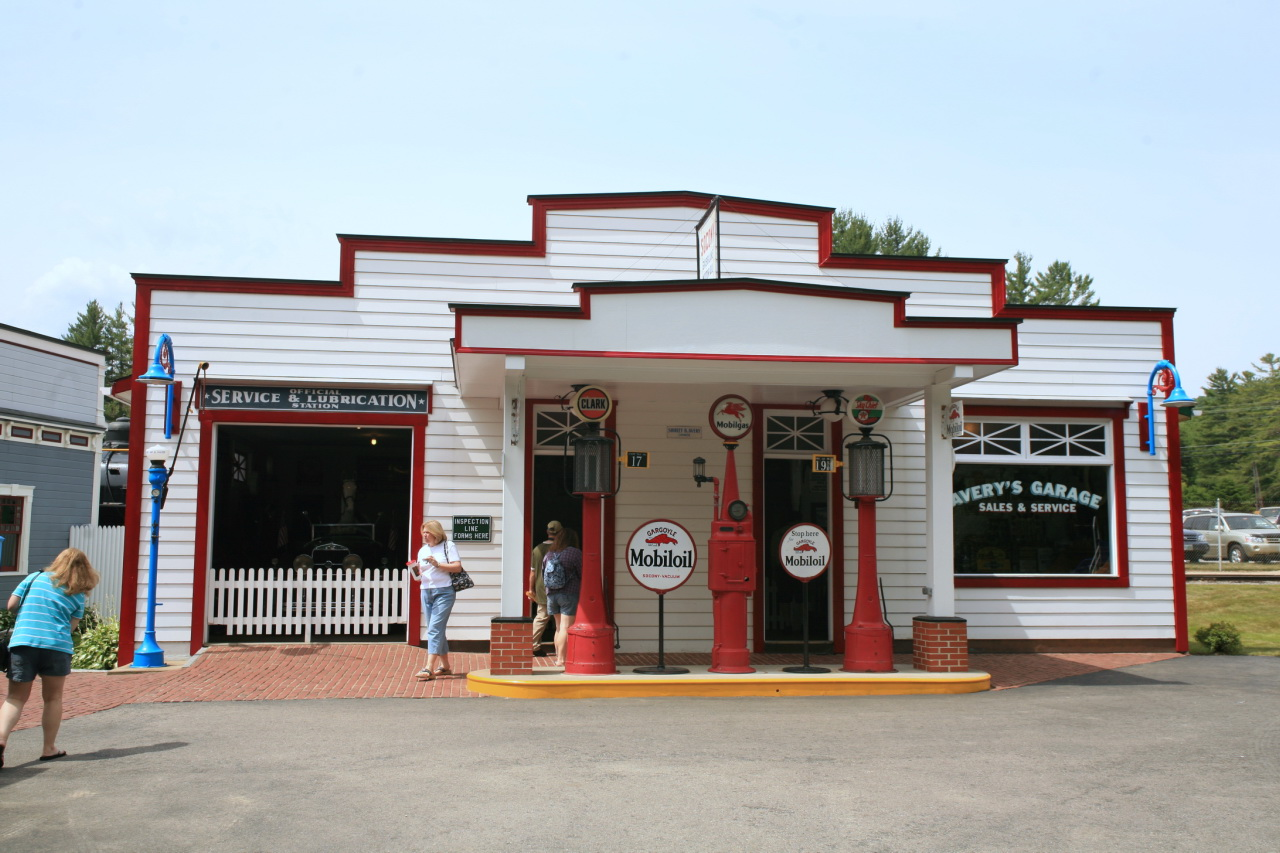
Avery's Garage no Clark's

O passeio de trem atual é feito, durante a maior parte da temporada, por uma locomotiva a vapor Climax 1920 e, no meio da semana, durante a temporada de folhagem do outono, por uma locomotiva GE 1943 de 65 toneladas (movida a diesel). O passeio de trem de 30 minutos inclui a aparição de um personagem conhecido como Wolfman, apresentado como um garimpeiro selvagem que protege sua mina de unobtainium molestando os passageiros do trem.

## Museus
O Clark's Bears inclui vários museus:
- Americana Museum - coleções de itens históricos americanos, incluindo motores a vapor e a gás, eletrodomésticos antigos, publicidade e produtos
- 1884 Pemigewasset Hook and Ladder Fire Station - carros de bombeiros puxados por cavalos, carroças e equipamentos de combate a incêndios
- Clark History Museum - História do Clark's Trading Post e da família Clark
- Florence Murray Museum - inclui jogos antigos, armas, espadas, porcelana de lembrança, máquinas de escrever, memorabilia ferroviária
- Avery's Garage - réplica de um posto de gasolina com memorabilia dos primórdios do automobilismo, motocicletas antigas e automóveis antigos